# Aricia albiannulata
Aricia albiannulata är en fjärilsart som beskrevs av Harrison 1906. Aricia albiannulata ingår i släktet Aricia och familjen juvelvingar. Inga underarter finns listade i Catalogue of Life.